# تپه تاریخی گنج
تپه تاریخی گنج مربوط به هزاره دوم تا اول پیش از میلاد است و در شهرستان کلات واقع شده و این اثر در تاریخ ۹ آذر ۱۳۸۹ با شمارهٔ ثبت ۲۹۵۲۷ به‌عنوان یکی از آثار ملی ایران به ثبت رسیده است.